# Sancha (sockenhuvudort i Kina, Hubei Sheng, lat 30,28, long 109,62)
Sancha (kinesiska: 三岔, 三岔乡) är en sockenhuvudort i Kina. Den ligger i provinsen Hubei, i den centrala delen av landet, omkring 450 kilometer väster om provinshuvudstaden Wuhan. Antalet invånare är 30 816. Befolkningen består av 15 127 kvinnor och 15 689 män. Barn under 15 år utgör 15,0 %, vuxna 15-64 år 70 %, och äldre över 65 år 13,0 %.
Runt Sancha är det ganska tätbefolkat, med 139 invånare per kvadratkilometer. Närmaste större samhälle är Wuyangba, 12,7 km väster om Sancha. I omgivningarna runt Sancha växer i huvudsak blandskog.
Genomsnittlig årsnederbörd är 1 593 millimeter. Den regnigaste månaden är september, med i genomsnitt 282 mm nederbörd, och den torraste är december, med 19 mm nederbörd.